# Сан Мартино д’Агри
Сан Мартино д'Агри (итал. San Martino d'Agri) је насеље у Италији у округу Потенца, региону Базиликата.
Према процени из 2011. у насељу је живело 542 становника. Насеље се налази на надморској висини од 660 м.

## Становништво
Према резултатима пописа становништва 2011. у општини је живело 825 становника.
| 1931. | 1936. | 1951. | 1961. | 1971. | 1981. | 1991. | 2001. | 2011. |
| ----- | ----- | ----- | ----- | ----- | ----- | ----- | ----- | ----- |
| 1.399 | 1.469 | 1.640 | 1.715 | 1.560 | 1.372 | 1.243 | 969   | 825   |